# Molen van Houdt

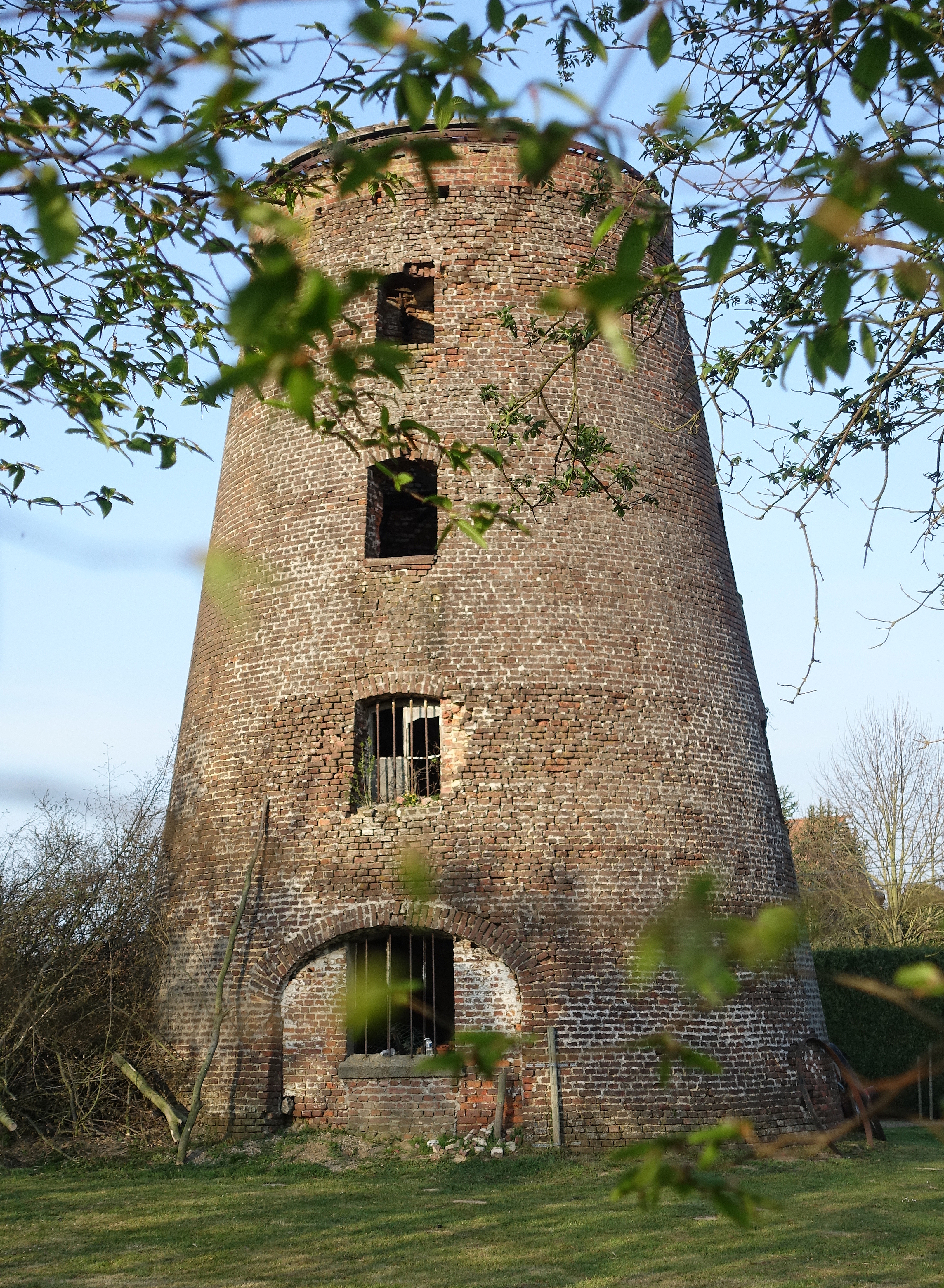
Molen van Houdt

De Molen van Houdt is een windmolenrestant in de tot de Vlaams-Brabantse gemeente Geetbets behorende plaats Rummen, gelegen aan de Grote Steenweg 183.
Deze ronde stenen molen van het type grondzeiler fungeerde als korenmolen.

## Geschiedenis
De molen werd gebouwd in 1878 maar de kap en het binnenwerk waren afkomstig van een oudere molen die in de buurt van Brussel heeft gestaan. In 1955 werd het wiekenkruis verwijderd en werd niet meer met de wind maar met een dieselmotor gemalen. In 1998 werd de molen getroffen door brand en werd ook het binnenwerk vernield. Wat restte was een lege romp.